# Oberpfaffenhofen
Oberpfaffenhofen est un village de la commune de Weßling dans l'arrondissement de Starnberg, en Bavière, Allemagne. Il est situé à l'est du territoire communal, en direction du centre-ville de Munich dont il est éloigné d'une vingtaine de kilomètres.

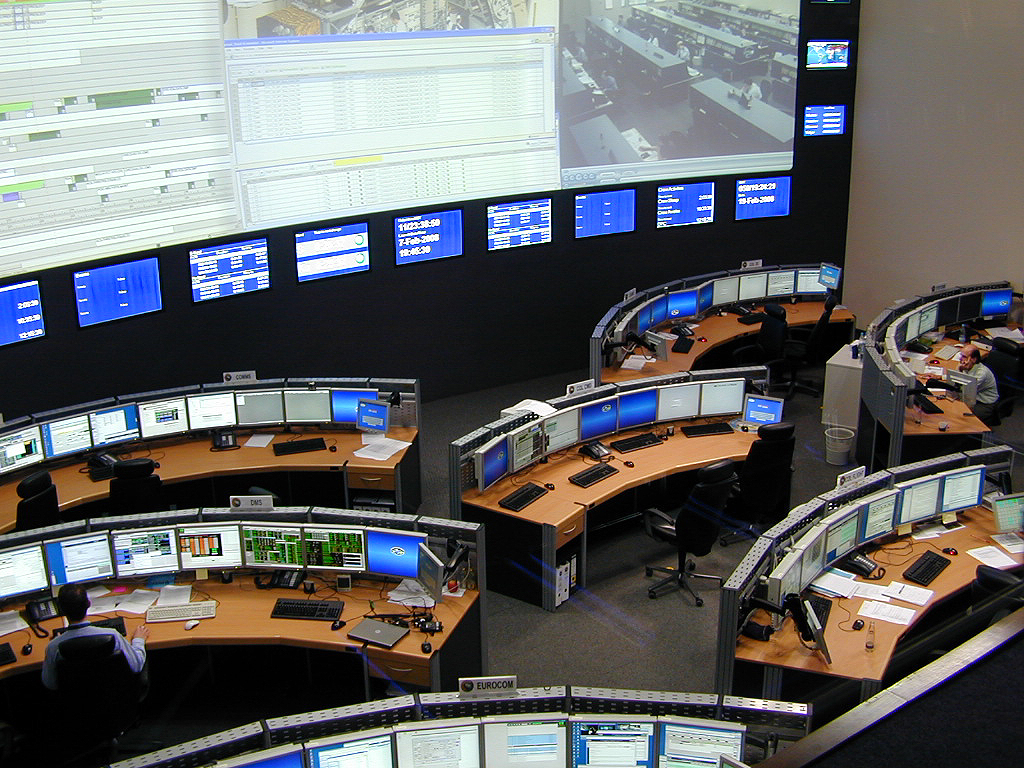
Le Centre des opérations spatiales allemand (DLR) à Oberpfaffenhofen.

Ce village renferme un site majeur du DLR (Deutsches Zentrum für Luft- und Raumfahrt), ce qui est à l'origine de sa renommée quand, en 1983 le premier astronaute ouest-allemand, le physiciste Ulf Merbold décolla pour l'espace à bord de la navette spatiale pour des missions dans le Spacelab. Ces missions ont été partiellement supervisées par le Centre allemand pour l'aéronautique et l'astronautique (DSR) situé à Oberpfaffenhofen.
Le centre de recherche d'Oberpfaffenhofen héberge le DLR, y compris le suivi du laboratoire européen Columbus que le DLR opère au nom de l'Agence spatiale européenne et de l'Airbus Defence and Space, et l'un des deux centres de mission au sol du système de positionnement européen Galileo, mais aussi quelques instituts scientifiques, dont le Fraunhofer-Gesellschaft. Depuis 2014 le groupe OHB-System y a déplacé sa division, anciennement Kayser-Threde depuis Munich.
On trouve également à Oberpfaffenhofen la division industrielle de l'entreprise Dornier. Le constructeur aéronautique partageait la piste d'essai d'Oberpfaffenhofen avec le DLR.